# U-82号潜艇 (1941年)
U-82号（德語：U 82）是纳粹德国战争海军建造的568艘VII-C型潜艇（或称U艇）之一。它由不来梅的伏尔铿费格扎克船厂承建，于1941年3月15日下水，至同年5月14日交付使用。第二次世界大战期间，该艇曾执行过三次巡逻作战，共击沉9艘、击伤1艘同盟国或中立国舰船，累积总吨位为55,048吨。1942年2月6日，U-82号在亚速尔东北的北大西洋遭英国单桅战船罗彻斯特号和轻型护卫舰柽柳号以深水炸弹击沉，艇内45名官兵全数阵亡。

## 设计
VII-C型是VII级潜艇的第三次、也是最有价值的改进型。它搭载了被称为“S装置”的新式主动声呐系统，为了容纳这种新设备，VII-C型的艇体尺寸有所增加，并重新设计了鞍状水舱，在其两侧各增加了一个可提供储备浮力的小型浮舱，有利于潜艇完成快速下潜。U-82号的全长为67.10米，舷宽6.20米、并有4.74米的吃水深度，水上和水下排水量分别为769吨和871吨。该艇采用双轴设计，具有两副直径为1.23米的三叶螺旋桨。在机械系统方面，VII-C型艇也得到了升级：通过艇上配备的燃油过滤系统，柴油机润滑系统的使用受命得以延长，也为不同润滑剂在艇上机械设备上混合使用留足了余地。原先前型艇用于发射鱼雷和主压载舱吹除操作的电动空气压缩机则改为容克斯的柴动压缩机，从而减小了对艇上电气系统的依赖；此外，该型艇还装配了更为现代化的电力转换系统。动力由两台曼恩生产的M6V 40/46型六缸四冲程1,400匹公制馬力（1,000千瓦特）涡轮增压柴油机用于水面运行，以及两台布朗-博韦里提供的GG UB 720/8型375匹公制馬力（280千瓦特）双作用电动发电机用于水下航行；水面最高航速17.7節（32.8每小時），水下7.6節（14.1每小時）；能够在水面以10節（19每小時）航速续航8,500海里（15,700），或以4節（7.4每小時）连续在水下航行80海里（150）而无需充电。
武器装备方面，U-82号装备有五具内置式鱼雷发射管——艇艏四具、艇艉一具。其艇艉的鱼雷发射管设计在耐压壳体内部、两片舵之间，鱼雷可以由此向外发射。在轮机舱甲板下方还配备了用于艇艉的鱼雷装填系统，耐压壳体与甲板室之间一前一后还设计有外置鱼雷贮存装置，因此U-82号可携带14枚G7型鱼雷或最多26枚TMA型水雷（TMB型则为39枚）。此外，该艇还搭载有一门配备220发弹药的88毫米35式速射炮以及一门配备1,195发弹药20毫米30式高射炮作为甲板炮。其标准船员编制为4名军官及40－56名水兵。

## 历史
1939年1月25日，海军造舰局将第二批次的六艘VII-C型潜艇（U-77至U-82号）建造合同发包予不来梅的伏尔铿公司。其中U-82号于1940年5月15日开始在费格扎克船厂铺设龙骨，建造序列为10号。经过十个月的建造，它于1941年3月15日下水，至同年5月14日在首度担任艇长的海军中尉西格弗里德·罗尔曼的指挥下交付使用。与当时大多数德国U艇一样，U-82号在瞭望塔上漆有专属的艇徽：一把下插的剑，剑柄上带有纳粹标志，背景为金色和黑色。这是来自其主保城市科堡的纹章。完成海试后，该艇加入驻基尔的第3潜艇区舰队，先是在波罗的海进行战备训练，进而于1941年9月作为前线艇移驻德占法国的拉帕利斯，直到1944年1月9日沉没。
第二次世界大战期间，U-82号曾执行过三次巡逻和四次狼群作战，共击沉9艘、击伤1艘同盟国或中立国舰船，累积总吨位为55,048吨。

### 作战巡逻
在挪威完成战备训练后，罗尔曼率领U-82号于1941年8月11日14:00从特隆赫姆启程执行首次巡逻，经由冰岛西南部和北大西洋前往德占法国。从出发当日至8月27日和8月27日至9月16日期间，该艇曾相继加入“格陵兰”和“藩侯”狼群，意图以集群方式袭击盟军的护航船队。其首个战功于9月10日取得：隶属SC-42号护航队的英国货轮帝国赫德森号（Empire Hudson）于09:57在法韦尔角东北遭罗尔曼以鱼雷击沉。翌日01:51，U-82号在法韦尔角南部再向SC-42号船队发射了四枚鱼雷。前三枚鱼雷均告射失，惟第四枚击中英国油轮布利塞斯号（Bulysses），导致后者爆炸沉没。02:12，潜艇的一枚艉部鱼雷又击中英国货船石膏女王号（Gypsum Queen），使其在一分钟内沉没。U-82号于上午07:05在法威尔角以东再向同一支护航队中的三艘船发射三枚鱼雷，并观察到两枚命中。其中英国货轮帝国交嘴雀号立即沉没，而来自瑞典的斯堪尼亚号（Scania）则在第一次命中后便落在护航队后方，延至午后由U-202号击沉。经过为期三十九天和约6,000海里（11,000）的航行后，U-82号于9月18日16:00抵达洛里昂。
U-82号的第二次巡逻于10月15日17:00离开洛里昂，前往爱尔兰岛西部的北大西洋游弋，至11月19日17:00回到拉帕利斯。在这次为期三十六天、水面5,600海里（10,400）、水下140海里（260）的航行中，该艇曾分别加入“打死”（10月20日至11月1日）和“马贼”狼群（11月1日至14日），共击沉两艘同属SL-89号护航队的英国商船。其中塞尔比诺号（Serbino）于10月21日22:03被罗尔曼发射的一枚鱼雷击中船舯部，在法斯耐特以西沉没。约半小时后，特雷弗比恩号（Treverbyn）也遭U-82号射出的一枚鱼雷击中船舯部，三分钟内便在克利尔岛西南沉没。
1942年1月11日，U-82号在罗尔曼的指挥下从拉帕利斯出发执行第三次巡逻，前往纽芬兰岛和塞布尔岛 (加拿大)之间的北大西洋以及新斯科舍附近游弋，从此再未归航。1月22日23:10，从ON-56号护航队失散的英国万吨级油轮艾瑟克朗号（Athelcrown）在开普雷斯东南遭罗尔曼以鱼雷击沉。翌日13:40，同样从ON-56号船队中掉队的挪威油轮莱斯滕号（Leiesten）又在开普雷斯东南偏东约400海里（740）处被U-82号发射的两枚鱼雷击中。待前者船员登上救生艇弃船后，潜艇开始实施炮击并将油轮击沉。1月31日22:12，隶属盟军第3护航集群的英国驱逐舰贝尔蒙特号也在纽芬兰南部被U-82号以鱼雷击沉。返航途中，该艇于2月6日在洛里昂以西约1,100海里（2,000）处发现了OS-18号护航队。尽管燃料所剩无几，罗尔曼仍尽职地保持接触，但拦截行动失败。对方的护航舰艇，包括英国单桅战船罗彻斯特号和轻型护卫舰柽柳号随即发动反击，通过投掷深水炸弹合力将U-82号击沉在亚速尔东北的44°10′N 23°52′E / 44.167°N 23.867°E处。艇内45名官兵全数阵亡。

## 袭击历史摘要
| 日期           | 船名         | 船籍         | 吨位   | 结局 |
| -------------- | ------------ | ------------ | ------ | ---- |
| 1941年9月10日  | 帝国赫德森号 | 英国         | 7,465  | 击沉 |
| 1941年9月11日  | 布利塞斯号   | 英国         | 7,519  | 击沉 |
| 1941年9月11日  | 帝国交嘴雀号 | 英国         | 5,463  | 击沉 |
| 1941年9月11日  | 石膏女王号   | 英国         | 3,915  | 击沉 |
| 1941年9月11日  | 斯堪尼亚号   | 瑞典         | 1,999  | 击伤 |
| 1941年10月21日 | 特雷弗比恩号 | 英国         | 5,281  | 击沉 |
| 1941年10月21日 | 塞尔比诺号   | 英国         | 4,099  | 击沉 |
| 1942年1月22日  | 艾瑟克朗号   | 英国         | 11,999 | 击沉 |
| 1942年1月23日  | 莱斯滕号     | 挪威         | 6,118  | 击沉 |
| 1942年1月31日  | 贝尔蒙特号   | 英國皇家海軍 | 1,190  | 击沉 |

## 脚注
1. ↑  威廉生，第11頁.
2. ↑  加洛普，第74頁.
3. 1 2  Gröner 1991，第43–46頁.
4. ↑  加洛普，第72頁.
5. ↑  Högel，第51頁.
6. 1 2  . U-Boot-Archiv Wiki.   [2024-11-06]. （原始内容存档于2024-12-13）.
7. 1 2  Helgason, Guðmundur. . uboat.net.   [2024-11-06]. （原始内容存档于2023-03-21）.
8. 1 2  Helgason, Guðmundur. . German U-boats of WWII - uboat.net.   [2024-11-06]. （原始内容存档于2020-08-14）.
9. ↑  Helgason, Guðmundur. . German U-boats of WWII - uboat.net.   [2024-11-06]. （原始内容存档于2024-12-14）.
10. ↑  Helgason, Guðmundur. . German U-boats of WWII - uboat.net.   [2024-11-06]. （原始内容存档于2020-11-29）.
11. ↑  Helgason, Guðmundur. . German U-boats of WWII - uboat.net.   [2024-11-06]. （原始内容存档于2021-02-27）.
12. ↑  Helgason, Guðmundur. . German U-boats of WWII - uboat.net.   [2024-11-06]. （原始内容存档于2020-12-05）.
13. ↑  Helgason, Guðmundur. . German U-boats of WWII - uboat.net.   [2024-11-06]. （原始内容存档于2020-12-05）.
14. ↑  Helgason, Guðmundur. . German U-boats of WWII - uboat.net.   [2024-11-06]. （原始内容存档于2020-11-29）.
15. ↑  Helgason, Guðmundur. . German U-boats of WWII - uboat.net.   [2024-11-06]. （原始内容存档于2021-02-27）.
16. ↑  Helgason, Guðmundur. . German U-boats of WWII - uboat.net.   [2024-11-06]. （原始内容存档于2021-02-27）.
17. ↑  Helgason, Guðmundur. . German U-boats of WWII - uboat.net.   [2024-11-06]. （原始内容存档于2020-11-29）.
18. ↑  Helgason, Guðmundur. . German U-boats of WWII - uboat.net.   [2024-11-06]. （原始内容存档于2021-01-27）.
19. ↑  Helgason, Guðmundur. . German U-boats of WWII - uboat.net.   [2024-11-06]. （原始内容存档于2021-01-17）.
20. ↑  Blair，第586頁.